# マイケル・エクランド
マイケル・エクランド（Michael Eklund, 1962年7月31日 - ）は、カナダの俳優。
サスカチュワン州サスカトゥーン出身。
ウーヴェ・ボル監督作品への出演が多い。

## 主な出演作品
- ヤング・スーパーマン Smallville (2001,2007) テレビドラマ
- K-9:はみだしコンビ大復活! K-9: P.I. (2002)
- ハウス・オブ・ザ・デッド House of the Dead (2003)
- フライト・デスティネーション Terminal Point (2007) テレビ映画
- 88ミニッツ 88 Minutes (2007)
- デス・リベンジ　In the Name of the King: A Dungeon Siege Tale (2007)
- SHOCKER ショッカー Seed (2007)
- POSTAL Postal (2007)
- ボンテージポイント Walk All Over Me (2007)
- ラスベガス、闇の子供たち Inconceivable (2008)
- ウォッチメン Watchmen (2009)
- Dr.パルナサスの鏡 The Imaginarium of Doctor Parnassus (2009)
- ボイスメール Messages Deleted (2009)
- Final Storm (2010)
- トラブル・イン・カンヌ The Making of Plus One (2010)
- スモーキン・エース2 Smokin' Aces 2: Assassins' Ball (2010)
- FRINGE/フリンジ シーズン3（2010）
- ブレイクアップ Pressed (2011)
- ディヴァイド The Divide (2011)
- 沈黙の啓示 True Justice: Dark Vengeance (2011) テレビドラマ
- スティーヴ・オースティン S.W.A.T. Tactical Force (2011)
- THE DAY ザ・デイ The Day (2012)
- ALCATRAZ/アルカトラズ Alcatraz (2012) テレビドラマ
- ザ・コール 緊急通報指令室 The Call (2013)
- ウォールストリート・ダウン Assault on Wall Street (2013)
- ARROW/アロー Arrow (2013) テレビドラマ
- バッド・バディ! 私と彼の暗殺デート Mr. Right (2015)
- ベイツ・モーテル Bates Motel (2014) テレビドラマ
- オルタード・カーボン Altered Carbon (2018) テレビドラマ